# Noord-Korea op de Olympische Winterspelen 1984
Tijdens de Olympische Winterspelen van 1984, die in Sarajevo (Joegoslavië) werden gehouden, nam Noord-Korea voor de derde keer deel.

## Deelnemers en resultaten

### Schaatsen
| Olympiër       | Discipline   | Resultaat | Prestatie           |
| -------------- | ------------ | --------- | ------------------- |
| Im Ri-bin      | 1000 m (m)   | 35e       | 1.21,16 (+5,36)     |
| Im Ri-bin      | 1500 m (m)   | 31e       | 2.03,93 (+5,57)     |
| Im Ri-bin      | 5000 m (m)   | 23e       | 7.37,49 (+25,21)    |
| Im Ri-bin      | 10.000 m (m) | 29e       | 15.45,19 (+1.05,29) |
| Kim Hwang-hyun | 1000 m (m)   | 38e       | 1.22,26 (+6,46)     |
| Kim Hwang-hyun | 1500 m (m)   | 36e       | 2.06,80 (+8,44)     |
| Kim Hwang-hyun | 5000 m (m)   | 33e       | 7.46,12 (+33,84)    |
| Kim Song-hui   | 500 m (m)    | 37e       | 41,23 (+3,04)       |
| Kim Song-hui   | 1000 m (m)   | 36e       | 1.22,04 (+6,24)     |
|                |              |           |                     |
| Han Chun-ok    | 1000 m (v)   | 29e       | 1.29,30 (+7,69)     |
| Han Chun-ok    | 1500 m (v)   | 20e       | 2.14,25 (+10,83)    |
| Han Chun-ok    | 3000 m (v)   | 17e       | 4.51,91 (+27,12)    |
| Kim Chang-hae  | 1500 m (v)   | 25e       | 2.17,37 (+13,95)    |
| Kim Chang-hae  | 3000 m (v)   | 20e       | 4.58,41 (+33,62)    |
| Pak Gum-hyon   | 1000 m (v)   | 19e       | 1.27,86 (+6,25)     |
| Pak Gum-hyon   | 1500 m (v)   | 19e       | 2.14,23 (+10,81)    |
| Pak Gum-hyon   | 3000 m (v)   | 16e       | 4.49,26 (+24,47)    |

Andorra · Argentinië · Australië · België · Bolivia · Bondsrepubliek Duitsland · Britse Maagdeneilanden · Bulgarije · Canada · Chili · China · Chinees Taipei · Costa Rica · Cyprus · Duitse Democratische Republiek · Egypte · Finland · Frankrijk · Griekenland · Groot-Brittannië · Hongarije · IJsland · Italië · Japan · Joegoslavië · Libanon · Liechtenstein · Marokko · Mexico · Monaco · Mongolië · Nederland · Nieuw-Zeeland · Noord-Korea · Noorwegen · Oostenrijk · Polen · Puerto Rico · Roemenië · San Marino · Senegal · Sovjet-Unie · Spanje · Tsjecho-Slowakije · Turkije · Verenigde Staten · Zuid-Korea · Zweden · Zwitserland